# Aulos
L'aulos (in greco antico: αὐλός?, aulòs), in italiano aulo, era uno strumento musicale aerofono usato nell'Antica Grecia.

## Lo strumento
Era formato da un tubo di canna, di legno oppure d'osso o avorio, con imboccatura a bulbo e relativa ancia. Spesso lo si vede tradotto in italiano con flauto, nome generico degli aerofoni in cui il suono viene prodotto quando l'aria colpisce uno spigolo. In realtà l'aulòs è uno strumento ad ancia doppia, e appartiene quindi alla famiglia dell'oboe.
Si ritiene fosse suonato con la tecnica della respirazione circolare. Nell'epoca classica, sui tubi venivano praticati sino a cinque fori; in età ellenistico-romana un numero maggiore. Il bocchino veniva inserito nei tubi. L'aulòs poteva avere un'ancia semplice o doppia che, in mancanza del bocchino, poteva essere introdotta direttamente nel tubo. Per suonare l'aulòs l'esecutore, αὐλητής (aulētḕs, in italiano aulèta o aulète) indossava una fascia di cuoio, la φορβειά phorbeià, che favoriva la tenuta d'aria.
L'aulòs, utilizzato nella rappresentazione delle tragedie e all'interno dei costumi e dei riti simposiaci, comastici e funerari della Grecia antica e dell'Etruria, aveva la caratteristica di creare un forte impatto emotivo: secondo Aristotele non deve essere usato in situazioni che hanno scopo educativo ma purificatorio e, proprio per la capacità di suscitare forti emozioni, era spesso collegato ai culti di Dioniso. Era utilizzato anche in guerra: sulle triremi, per ritmare la cadenza dei remi, era previsto un apposito addetto, il τριηραυλής triēraulḕs, che realizzava lo scopo servendosi del suono incalzante del suo strumento. 
In quanto strumento legato ai culti Dionisiaci era ritenuto uno strumento basso, che richiamava l'istintività del corpo, cosa che i Greci disprezzavano. Tutti gli strumenti, come l'aulòs, che non potevano essere accompagnati dal canto erano ritenuti bassi e animali: infatti la scrittura delle note per questi strumenti era l'alfabeto lineare b Cretese, a differenze degli altri strumenti (apollinei), che aveva come scrittura l'alfabeto greco. 

Satiro seduto che suona il dìaulos e un erote con armi (particolare di un cratere conservato al Museo archeologico nazionale delle Marche)

Lo strumento è presente nelle raffigurazioni delle ceramiche greche.
Un esempio di utilizzo dello strumento nella musica moderna è apprezzabile nell'album La forza dell'amore e più precisamente singolo "Amore diverso" del cantautore italiano Eugenio Finardi

## Il mito
La sua invenzione si attribuisce alla dea Atena, che lo creò dopo aver sentito le voci terribili delle Gorgoni.
Pindaro narra che la dea, dopo aver creato lo strumento, lo disprezzò e lo gettò via perché, guardandosi nel riflesso di un fiume, mentre suonava le si gonfiavano le guance, deformando la sua bellezza. Mentre suonava, però venne sentita da Marsia, un satiro, che incuriosito si avvicinò a lei per vedere da vicino cosa fosse. Dopo che Atena lo lanciò a terra strumento venne raccolto da Marsia (il momento in cui Marsia sta per raccogliere lo strumento è raffigurato nell'opera Atena e Marsia del 450 a. C.), il quale lo utilizzò per sfidare Apollo in una gara di abilità. La gara consisteva nel suonare nel miglior modo possibile. Per questa occasione Apollo creò la lira. La sfida venne vinta da Apollo, che come ricompensa scorticò vivo il satiro Marsia.